# Calceolaria trilobata
Calceolaria trilobata là một loài thực vật có hoa trong họ Calceolariaceae. Loài này được Hemsl. mô tả khoa học đầu tiên năm 1882.